# Bellinzago Novarese
Bellinzago Novarese (piemontiul: Branzagh) település Olaszországban, Piemont régióban, Novara megyében. Lakosainak száma 9407 fő (2023. január 1.). Bellinzago Novarese Caltignaga, Cameri, Lonate Pozzolo, Momo, Oleggio és Nosate községekkel határos.

## Népesség
A település népességének változása:
| Lakosok száma | 9634 | 9646 | 9407 |
|               | 2017 | 2018 | 2023 |